# Maon Kurosaki
Maon Kurosaki (jap. 黒崎 真音 Kurosaki Maon; ur. 13 stycznia 1988 w Tokio, zm. 16 lutego 2023) – japońska piosenkarka i tekściarka. Znana przede wszystkim z tego, że w trakcie swojej kariery nagrała wiele ścieżek dźwiękowych do serii anime.

## Biografia

### Wczesne życie
Maon urodziła się 13 stycznia 1988 roku w Tokio. Początkowo, uczęszczając do szkoły podstawowej, postanowiła zostać performerką. Kiedy była w szóstej klasie, wzięła udział w przesłuchaniu do odtwórczyni głównej roli w sztuce teatralnej organizowanej w szkole. Brak talentu aktorskiego uniemożliwił jej dostania tej roli, jednak doceniono jej zdolności wokalne. To wydarzenie wywarło na nią duży wpływ, ponieważ jej rodzice nie byli przekonani, że ich córka powinna iść w kierunku sztuki performance, postanowiła o zastaniu piosenkarką.

### Kariera
Swoją karierę rozpoczęła w 2006 roku jako członkini grupy Fancy Cat. W styczniu 2008 roku pojawiła się w barze DearStage w Akihabarze, gdzie rozpoczęła swoją solową karierę. Podczas występu jej talent został dostrzeżony przez producenta Akihiro Tomitę, który dał jej możliwość zadebiutowania jako Maon Kurosaki. Dwa lata później w 2010 roku ogłosiła fanom swój debiut w wytwórni Geneon Universal Entertainment. Następnie ukazał się album H.O.T.D., na którym znalazły się motywy końcowe z anime „Highschool of the Dead”. W tym anime piosenka kończąca zmienia się z każdym odcinkiem, jednak za każdym razem wykonuje ją Maon. Od 7 października 2010 roku stała się również stałym gospodarzem czwartkowej audycji radiowej „A&G Artist Zone 2h”, którą prowadziła do końca 2011 roku. Jej debiutancki singel Magic∞World został wydany 24 listopada 2010 roku, z premierowym występem na żywo w DearStage tego samego dnia. Drugi singel Memories Last (メモリーズ・ラスト) został wydany 2 marca 2011 roku. Zarówno Magic∞World, jak i Memories Last zostały wykorzystane jako końcowe utwory w anime „A Certain Magical Index II” z 2010 roku.

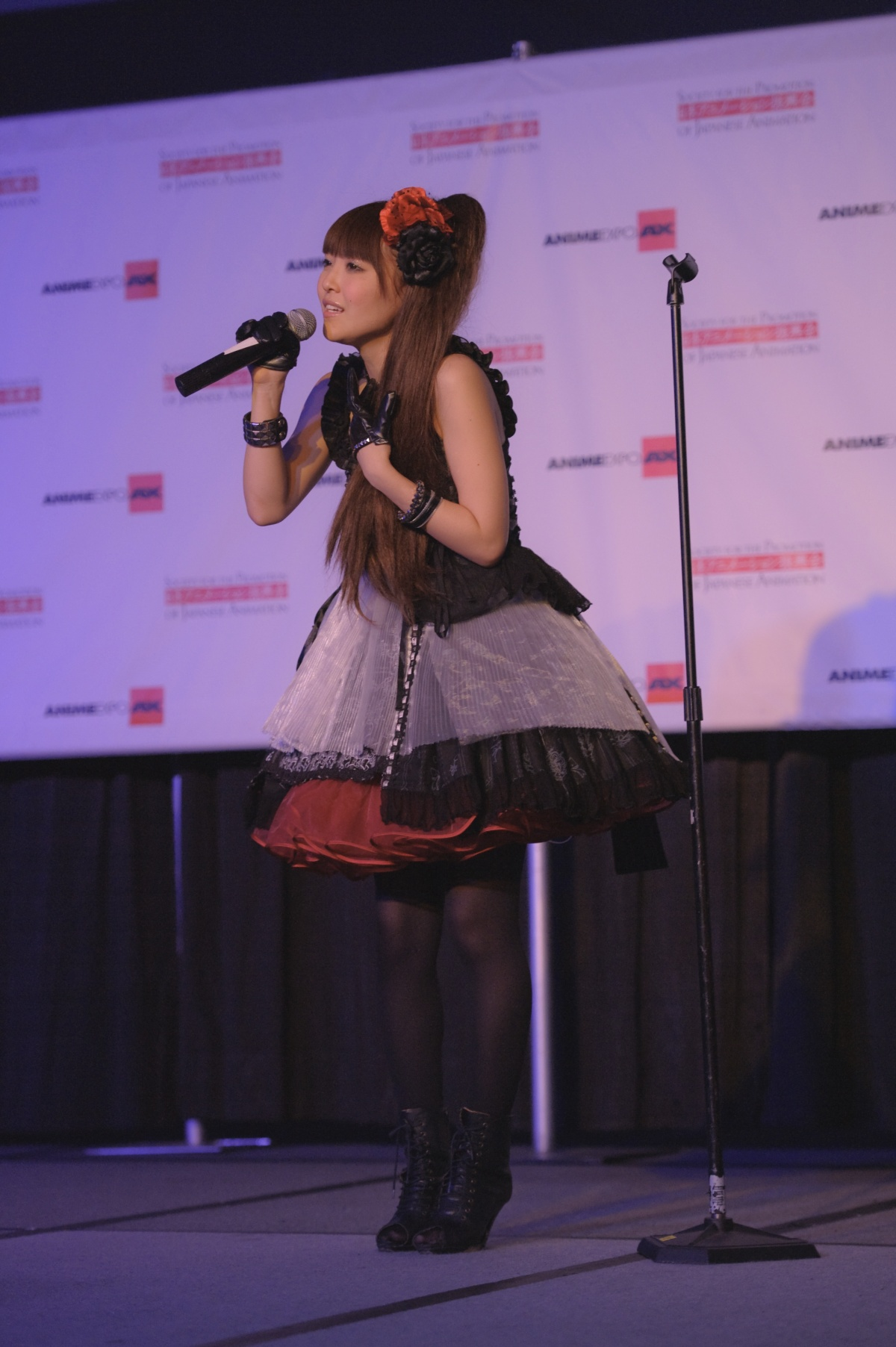
Maon Kurosaki na Anime Expo 2011.

Jej pierwszy solowy koncert zatytułowany „Maon Kurosaki Live 2011 Spring: Memories First” odbył się w dniach 4-5 marca 2011 roku w Harajuku. Maon zadebiutowała w Ameryce Północnej na targach „Anime Expo 2011” odbywających się w Los Angeles Convention Center, w dniach 1-4 lipca. 10 sierpnia ukazał się minialbum artystki 五色詠-Immortal Lovers- (Goshiki Uta -Immortal Lovers-), który zawierał trzy finałowe piosenki wykorzystane w OVA serialu anime „Hakuōki”. Maon na „Animelo Summer Live 2011” pojawiła się jako sekretny gość wspólnie z motsu z zespołu m.o.v.e. i Satoshim Yaginumą z fripSide. Następnie cała trójka rozpoczęła karierę jako zespół Altima. 30 listopada 2011 roku Maon wydała swój drugi album Butterfly Effect, który zawierał piosenkę „Scars”, motyw końcowy odcinka 9 „Hellsing”. Zespół Altima wykonał dwa motywy końcowe do „Shakugan No Shana III Final”, a następnie byli odpowiedzialni za motyw początkowy w „Accel World”.
W roku 2012 Maon wydała również trzy kolejne single: HELL:ium 9 maja, Reimei 8 sierpnia i Under / Shaft 17 października. Piosenka „Reimei” stała się tematem otwierającym serię anime trzeciego sezonu „Hakuōki”, a „Under / Shaft” serię sezonu drugiego „Jormungand: Perfect Order”. Była także gościem na „Anime Festival Asia 2012” w Malezji. Jej trzeci album Vertical Horizon został wydany 10 kwietnia 2013 roku. A singel X-Encounter, 6 listopada i został wykorzystany jako motyw otwierający serię „Tokyo Ravens”. W następnym roku ukazał się czwarty album, Reincarnation, którego premiera odbyła się 23 lipca 2014. W tym samym miesiącu wzięła udział w „Bangkok Comic Con”. Siódmy singel artystki Rakuen no Tsubasa (楽園の翼) został wydany 15 października 2014 roku, a gówna piosenka została wykorzystana jako temat otwierający anime „The Fruit of Grisaia”. Z kolei ósmy singel Setsuna no Kajitsu (刹那の果実) ukazał się 13 maja 2015 roku. Tytułowy utwór został użyty jako temat otwierający dla serii „Le Eden de la Grisaia”. W czerwcu tego samego roku wystąpiła na targach „CharaExpo” w Singapurze. Dziewiąty singel Maon, Harmonize Clover / Afterglow (ハーモナイズ・クローバー/アフターグロウ) został wydany 19 sierpnia. Oba utwory zostały użyte jako motywy końcowe w anime „Szkolne życie!”. Piąty album Mystical Flowers ukazał się 25 listopada 2015 roku.

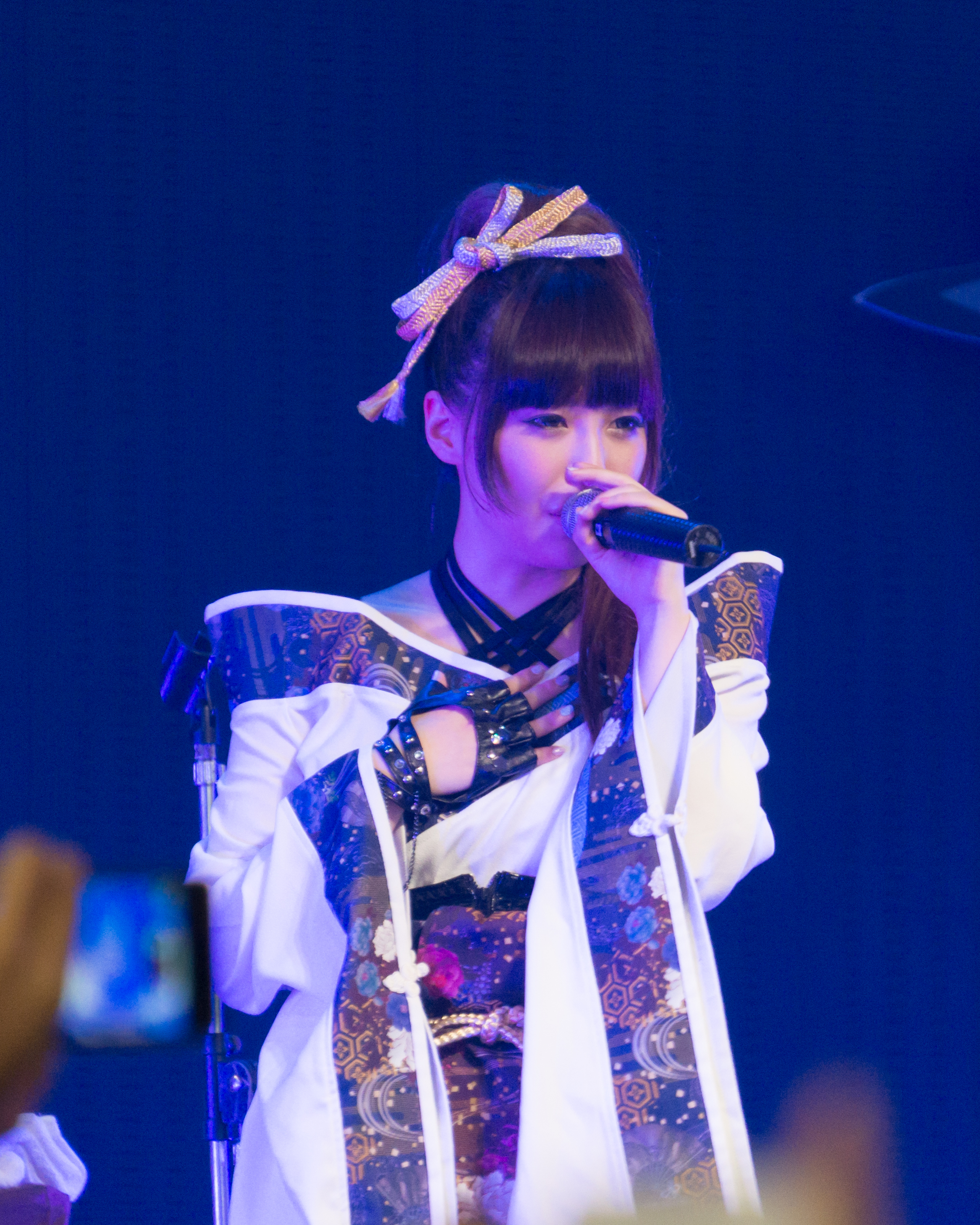
Maon Kurosaki podczas Comic Con 2014.

Jako część zespołu Altima, współpracowała z piosenkarką Kotoko przy utworze „Plasmic Fire”, który został wykorzystany jako piosenka tematyczna do filmu anime z 2016 roku „Accel World: Infinite Burst”. W 2016 roku Maon wystąpiła w muzycznej adaptacji „The Legend of Heroes: Trails of Cold Steel”, wcielając się w rolę Alisy Reinford. W sierpniu podczas wydarzenia „Animelo Summer Live 2016” zespół Altima ogłosił przerwę w działalności muzycznej. 17 sierpnia wydała swój dziesiąty singel Dead Or Lie z udziałem duetu Trustrick, piosenka została wykorzystana jako motyw otwierający anime „Danganronpa 3: The End of Kibougamine Gakuen - Mirai-hen”. Jej jedenasty singel Vermillion został wydany 23 listopada, piosenka była użyta jako motyw końcowy w serialu anime „Drifters”. 22 marca 2017 roku został wydany specjalny singel Last Desire, a jego tytułowy utwór został użyty jako motyw otwierający serial anime „Rewrite”, podczas gdy „Ignis Memory” drugi utwór z singla posłużył jako piosenka tematyczna gry „Rewrite IgnisMemoria”. Jeszcze w tym samym roku wydała album kompilacyjny zatytułowany Maon Kurosaki Best Album -M.A.O.N.-.
Dwunasty singel décadence -デカダンス- został wydany 9 maja 2018 roku, utwór tytułowy został użyty jako motyw końcowy w serialu anime „Dances with the Dragons”. Jej trzynasty singel Gravitation ukazał się 20 listopada i został wykorzystany jako motyw otwierający „A Certain Magical Index III”. Maon wystąpiła również w dwóch adaptacjach filmowych live-action serialu anime „Blood-C”, „Blood-Club Dolls 1” w 2018 roku i „Blood-Club Dolls 2” w 2020 roku. Napisała także piosenkę tematyczną do pierwszego filmu, zatytułowaną „Hazy Moon”. Czternasty singel Roar, został wydany 6 marca 2019 roku, a utwór tytułowy wykorzystano jako drugi motyw otwierający „A Certain Magical Index III”. Jej piętnasty singel Gensō no Rondo (幻想の輪舞) ukazał się 13 marca i został wykorzystany jako motyw otwierający film anime „Grisaia: Phantom Trigger The Animation”. 19 czerwca wydała swój szósty album Beloved One. Następnie wraz z Sayaką Kandą utworzyła grupę ALICes, która wydała swoją pierwszą piosenkę „Icy Voyage” w listopadzie 2020 roku. Jeszcze w tym samym miesiącu ukazał się szesnasty singel Maon, Kimi wo Sukueru nara Boku wa Nani ni demo naru (君を救えるなら僕は何にでもなる).
W 2021 roku u Maon zdiagnozowano krwiaka nadtwardówkowego po tym, jak upadła podczas występu na żywo. Następnie wstrzymała wszystkie aktywności, by po operacji móc dojść do siebie. 12 grudnia 2021 roku pojawił się siedemnasty singel artystki 春愁詠-Beautiful world-, który był tematem przewodnim OVA anime „Hakuouki”. 31 lipca 2022 roku Maon dała pierwszy koncert od około 10 miesięcy po wymuszonej przerwie. 16 listopada 2022 roku wydała osiemnasty singel more＜STRONGLY, a utwór tytułowy został wykorzystany jako motyw końcowy do serialu anime „Tensei shitara ken deshita”.

### Śmierć
28 lutego 2023 roku jej agencja poinformowała, że Maon zmarła 16 lutego w wieku 35 lat z powodu pogarszającej się przewlekłej choroby. Nagła wiadomość o jej śmierci w czasie aktywnej pracy zawodowej wywołała żal w różnych środowiskach artystycznych.
Podano do wiadomości, że w 2021 roku zdiagnozowano u niej krwiaka nadtwardówkowego.

## Dyskografia

### Albumy
| Tytuł            | Utwory | Informacje                                                                | Najwyższa pozycja |
| Tytuł            | Utwory | Informacje                                                                | Oricon            |
| ---------------- | --- | ------------------------------------------------------------------------- | ----------------- |
| H.O.T.D.         | Lista utworów 1. 君と太陽が死んだ日 (Kimi to Taiyou ga Shinda Hi) 2. color me dark 3. Return to Destiny 4. cold bullet blues 5. Memories of days gone by 6. Under The Honey Shine 7. fuss fuzz 8. The place of hope 9. 宝石のスパイ (Houseki no Spy) 10. THE last pain 11. Hollow Men 12. The Eternal Song | - Wydany: 22 września 2010 - Wytwórnia: Geneon Universal Entertainment    | 25                |
| Butterfly Effect | Lista utworów 1. 一匹の蝶が羽ばたく瞬間 (Ichihiki no Chou ga Habataku Shunkan) 2. VANISHING POINT 3. Magic∞world 4. Emergence! 5. LOVE◯JETCOASTER 6. SCARS 7. Glanz-沈黙の雪- (Glanz -Chinmoku no Yuki-) 8. Lisianthus. 9. Baby☆maybe 10. ANSWER 11. screaming!shouting loudly! 12. メモリーズ・ラスト Memories Last 13. hear..                                                                                              | - Wydany: 30 listopada 2011 - Wytwórnia: Geneon Universal Entertainment   | 43                |
| VERTICAL HORIZON | Lista utworów 1. 生まれ出づる物語 (Umare Iduru Monogatari) 2. UNDER/SHAFT 3. 【Dreamed wolf】 4. 十鬼の絆 (Juu Oni no Kizuna) 5. VERTICAL HORIZON 6. starry×ray 7. Dresser Girl...♡ 8. Distrigger 9. 鳴り響いた鼓動の中で、僕は静寂を聴く (Nari Hibiita Kodou no Naka de, Boku wa Seijaku wo Kiku) 10. FRIDAY MIDNIGHT PARTY!! 11. Just believe. 12. 黎鳴 -reimei- reimei 13. story〜キミへの手紙〜 story ~Kimi e no Tegami~ | - Wydany: 10 kwietnia 2013 - Wytwórnia: Geneon Universal Entertainment    | 25                |
| REINCARNATION    | Lista utworów 1. X-encounter 2. -Autonomy- 3. ALGO～who knows it?～ 4. …Because, in SHADOW 5. fixxx and lie 6. K・O・N♡ 7. Dysnomia -ディスノミア- (Dysnomia) 8. Trying! Trying! 9. ひまわりと夏 (Himawari to Natsu) 10. REINCARNATION | - Wydany: 23 lipca 2014 - Wytwórnia: NBCUniversal Entertainment Japan     | 21                |
| Mystical Flowers | Lista utworów 1. LIMIT BREAK 2. 刹那の果実 (Setsuna no Kajitsu) 3. The Nightmare Rock’n’Roll Show 4. Red Alert Carpet 5. Scanning resolution 6. Candy☆Evolution 7. ハーモナイズ・クローバー (Harmonize Clover) 8. 楽園の翼 (Rakuen no Tsubasa) 9. “lily” 10. 種 (Tane) 11. 千ノ焔 (Sen no Homura) 12. BRIGHT FUTURE 13. X-encounter (y0c1e REMIX) 14. アフターグロウ (Afterglow) 15. singing forever                         | - Wydany: 25 listopada 2015 - Wytwórnia: NBCUniversal Entertainment Japan | 27                |
| Beloved One      | Lista utworów 1. LIMIT BREAK 2. アイヲツナイデ-Angel of the wheel- (Ai wo Tsunaide -Angel of the wheel-) 3. Gravitation 4. Brand new,Standing wings 5. Beginning☆Journey 6. peko peko peach♡ 7. décadence -デカダンス- (décadence) 8. A.I.D 9. Renka. 10. Black bird 11. 僕だけが世界から消えても (Boku Dake ga Sekai Kara Kiete mo) 12. 幻想の輪舞 (Gensou no Rondo) 13. New world order 14. ROAR 15. Beloved One!          | - Wydany: 19 czerwca 2019 - Wytwórnia: NBCUniversal Entertainment Japan   | 24                |

### Minialbumy
| Tytuł                   | Utwory | Informacje                                                             | Najwyższa pozycja |
| Tytuł                   | Utwory | Informacje                                                             | Oricon            |
| ----------------------- | --- | ---------------------------------------------------------------------- | ----------------- |
| 五色詠-Immortal Lovers- | Lista utworów 1. 夢幻 -a true love tale- (Mugen -A true love tale-) 2. 風花 -The whisper of snow falling- (Kazabana -The whisper of snow falling-) 3. 蘭 -The end of struggle- (Araragi -The end of struggle-) 4. 光 -I promise you- (Hikari -I promise you-) 5. 真実 -The light lasting- (Shinjitsu -The light lasting-) 6. 夢幻 -a true love tale- <instrumental> 7. 風花 -The whisper of snow falling- <instrumental> 8. 蘭 -The end of struggle- <instrumental> 9. 光 -I promise you- <instrumental> 10. 真実 -The light lasting- <instrumental> | - Wydany: 10 sierpnia 2011 - Wytwórnia: Geneon Universal Entertainment | 51                |

### Albumy kompilacyjne
| Tytuł                               | Utwory | Informacje                                                               | Najwyższa pozycja |
| Tytuł                               | Utwory | Informacje                                                               | Oricon            |
| ----------------------------------- | --- | ------------------------------------------------------------------------ | ----------------- |
| MAON KUROSAKI BEST ALBUM -M.A.O.N.- | Lista utworów 1. Magic∞world 2. X-encounter 3. DEAD OR LIE 黒崎真音 feat. TRUSTRICK 4. VERMILLION 5. 君と太陽が死んだ日 (Kimi to Taiyou ga Shinda Hi) 6. -Autonomy- 7. 黎鳴 -reimei- (reimei) 8. ハーモナイズ・クローバー (Harmonize Clover) 9. アフターグロウ (Afterglow) 10. SCARS 11. UNDER/SHAFT 12. 刹那の果実 (Setsuna no Kajitsu) 13. 楽園の翼 (Rakuen no Tsubasa) 14. 真実 -The light lasting- (Shinjitsu -The light lasting-) 15. The Eternal Song 16. メモリーズ・ラスト (Memories Last) 17. 僕はこの世界に恋をしたから (Boku wa Kono Sekai ni Koi wo Shitakara) | - Wydany: 27 września 2017 - Wytwórnia: NBCUniversal Entertainment Japan | 18                |

### Single
| Tytuł                                                                           | Data                 | Najwyższa pozycja | Album                               |
| Tytuł                                                                           | Data                 | Oricon            | Album                               |
| ------------------------------------------------------------------------------- | -------------------- | ----------------- | ----------------------------------- |
| Magic∞world                                                                     | 24 listopada 2010    | 20                | Butterfly Effect                    |
| メモリーズ・ラスト (Memories Last)                                              | 2 marca 2011         | 14                | Butterfly Effect                    |
| HELL:ium                                                                        | 9 maja 2012          | 61                | Singel spoza albumu                 |
| 黎鳴 -reimei- (reimei)                                                          | 8 sierpnia 2012      | 40                | VERTICAL HORIZON                    |
| UNDER/SHAFT                                                                     | 17 października 2012 | 36                | VERTICAL HORIZON                    |
| X-encounter                                                                     | 6 listopada 2013     | 13                | REINCARNATION                       |
| 楽園の翼 (Rakuen no Tsubasa)                                                    | 15 października 2014 | 16                | Mystical Flowers                    |
| 刹那の果実 (Setsuna no Kajitsu)                                                 | 13 maja 2015         | 21                | Mystical Flowers                    |
| ハーモナイズ・クローバー ／アフターグロウ (Harmonize Clover / Afterglow)        | 19 sierpnia 2015     | 36                | Mystical Flowers                    |
| DEAD OR LIE (feat.TRUSTRICK)                                                    | 17 sierpnia 2016     | 27                | Singel spoza albumu                 |
| VERMILLION                                                                      | 23 listopada 2016    | 44                | MAON KUROSAKI BEST ALBUM -M.A.O.N.- |
| Last Desire/Ignis Memory                                                        | 22 marca 2017        | 29                | Singel spoza albumu                 |
| décadence -デカダンス- (décadence)                                              | 9 maja 2018          | 39                | Beloved One                         |
| Gravitation                                                                     | 21 listopada 2018    | 29                | Beloved One                         |
| ROAR                                                                            | 6 marca 2019         | 32                | Beloved One                         |
| 幻想の輪舞 (Gensou no Rondo)                                                    | 13 marca 2019        | 39                | Beloved One                         |
| 君を救えるなら僕は何にでもなる (Kimi wo Sukueru nara Boku wa Nani ni demo naru) | 18 listopada 2020    | 34                | Singel spoza albumu                 |
| 春愁詠-Beautiful world- (Shunshuuei -Beautiful World-)                          | 24 grudnia 2021      | 110               | Singel spoza albumu                 |
| more＜STRONGLY                                                                  | 16 listopada 2022    | 65                | Singel spoza albumu                 |